# Dora Richter

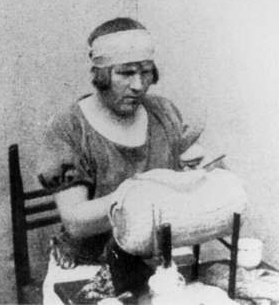
Dora Richter, um 1930. Unbekannter Fotograf.

Dora Rudolfine Richter, genannt „Dorchen“ (* 16. April 1892 in Seifen, Österreich-Ungarn als Rudolf Josef Richter; † 26. April 1966 in Allersberg, Deutschland), war die erste namentlich bekannte Person, die sich einer kompletten Geschlechtsangleichung (von Mann zu Frau) samt Vaginoplastik unterzog. Sie war eine von mehreren transgeschlechtlichen Personen in der Obhut von Magnus Hirschfeld am Berliner Institut für Sexualwissenschaft in den 1920er und frühen 1930er Jahren.

## Leben

### Jugend und Weimarer Republik
Dora Richter wurde 1892 im böhmischen Teil des Erzgebirges in eine arme Bauernfamilie geboren und am 17. April 1892 auf den Namen Rudolf Josef Richter römisch-katholisch getauft. Ihr Vater war laut Kirchenbuch der Musiker Josef Richter und ihre Mutter Antonia Richter geb. Kraus. Schon seit früher Kindheit zeigte sie „die Neigung zum weiblichen Tun und Treiben“. Im Alter von 6 Jahren versuchte sie, ihr männliches Geschlechtsteil mit einem Tourniquet zu entfernen:

„Rudolph (Dora) R., Hausangestellter, ist heute ein 40 jähriger ‚Mann‘. Er wurde im Erzgebirge geboren und ist das Kind gesunder Eltern, die noch mehrere Kinder haben, welche alle gesund und ohne Besonderheiten sind. Schon frühzeitig trat die heutige Neigung in dem Kind auf und äußerte sich darin, daß es versuchte, sich im Alter von 6 Jahren mittels einer Schnur den Penis abzubinden. Da ihm dies Organ lästig erschien versuchte es auf diese Weise zu erreichen, daß es abfaule. Man bemerkte noch rechtzeitig diesen Versuch und konnte das Kind vor weiteren, schwierigeren Komplikationen bewahren: die Neigung zum weiblichen Tun und Treiben wurde jedoch immer stärker in ihm.“

Sie begann Mädchen- bzw. Frauenkleidung zu tragen, nannte sich Dora und lebte, soweit sie konnte, als Frau. Wegen der strengen Gesetze der Zeit war sie jedoch zunächst zu einem Doppelleben gezwungen: Während der Sommersaison arbeitete sie als Kellner unter ihrem männlichen Geburtsnamen in Berliner Hotels, lebte jedoch den Rest des Jahres als Frau. Mehrfach wurde sie eingesperrt, weil sie Kleidung „des anderen Geschlechts“ trug, und war dann gezwungen, ihre Strafe in Männergefängnissen abzubüßen, bis sie von einem Richter in die Obhut von Magnus Hirschfeld entlassen wurde.
Hirschfeld erwirkte für sie eine besondere polizeiliche Erlaubnis, Frauenkleidung zu tragen, und da es sonst fast unmöglich war, als „Transvestit“ eine Anstellung zu bekommen, stellte er Richter zusammen mit einigen anderen Transgender-Personen als Hausangestellte am Institut für Sexualwissenschaft ein; dort wurde sie liebevoll „Dorchen“ genannt. Im Jahr 1922 unterzog sie sich einer selbst gewünschten Orchiektomie (Entfernung der männlichen Keimdrüsen). Felix Abraham, ein am Institut tätiger Psychiater, veröffentlichte 1932 einen kurzen Bericht über Richters Geschlechtsangleichung als Fallstudie:

„Der Drang zur Angleichung an das weibliche Geschlecht wurde nun immer stärker und im Jahre 1922 wurde der erste Schritt zur Verweiblichung mit Hilfe der Kastration gemacht. Dann erfolgte nach einer längeren Pause zu Beginn des Jahres 1931 die Amputation des Penis und im Juni die hier beschriebene Operation. Die Kastration hat sich, wenn auch nicht weitgehend, so ausgewirkt, daß der Körper voller wurde der Bartwuchs nachließ, Brustansatz sich bemerkbar machte und auch das Fettpolster des Beckens wie auch des übrigen Körpers weiblichere Formen annahm.“

Im Juni 1931 ließ Dora Richter eine Penektomie vom Institutsarzt Ludwig Levy-Lenz und von Felix Abraham durchführen. Der Berliner Chirurg Erwin Gohrbandt (1890–1965) schuf eine künstliche Vagina. Dadurch wurde sie zur ersten namentlich bekannten transsexuellen Frau, die eine echte Vaginoplastik erhielt – einige Monate vor der bekannteren Lili Elbe.

### Zeit des Nationalsozialismus und Nachkriegszeit
Der wachsende nationalsozialistische Einfluss in Deutschland veranlasste Magnus Hirschfeld schon 1931, Deutschland zu verlassen. Im Mai 1933 griff ein Mob von Nazis das Institut für Sexualwissenschaft an und verbrannte all seine Aufzeichnungen. Zu diesem Zeitpunkt lebte Dora Richter noch in Berlin, möglicherweise im Institut für Sexualwissenschaft. Zusammen mit ihren Freundinnen, der Schauspielerin Charlotte Charlaque und der Malerin Toni Ebel, die sich wie sie um 1930 in Berlin geschlechtsangleichenden Maßnahmen unterzogen hatten, trat Richter 1933 kurz in dem österreichischen Film Mysterium des Geschlechts von Lothar Golte auf. Am 20. April 1934 wurde ihr Antrag auf Namensänderung vom 26. Februar 1934 durch den Landespräsidenten Prag stattgegeben und ihr Name wurde offiziell in Dora Rudolfine Richter (tschechisch: Dora Rudolfa Richterová) geändert, auch wenn die Änderung des diesbezüglichen Matrikeleintrags erst 1946 erfolgte.
Laut ihrer Freundin, der deutsch-amerikanischen Schauspielerin Charlotte Charlaque kehrte Richter nach der Machtübernahme der Nationalsozialisten als Köchin in ihre böhmische Heimat zurück. Nach Unterlagen der Volkszählung im Deutschen Reich 1939 lebte sie Ende der 1930er Jahre wieder in ihrem Geburtsort Seifen (heute Ryžovna). Sie wurde nach dem Zweiten Weltkrieg vertrieben und zog nach Allersberg, wo sie am 26. April 1966 in einem Spital starb. Ihr Grab wurde schließlich 1998 aufgelöst.
Ludwig Levy-Lenz erinnerte sich an Dora Richter und die anderen vier „transvestitischen“ Dienstmädchen des Berliner Instituts für Sexualwissenschaft (unter ihnen wohl auch Charlotte Charlaque und die Malerin Toni Ebel): „… ich werde den Anblick nie vergessen, der sich mir bot, als ich einmal nach Feierabend in die Küche des Hauses verschlagen wurde: Da saßen die fünf ‚Mädchen‘ strickend und nähend friedlich nebeneinander und sangen gemeinsam alte Volkslieder. Jedenfalls war es das beste, fleißigste und gewissenhafteste Hauspersonal, das wir je gehabt haben. Niemals hat ein Fremder, der uns besuchte, etwas davon gemerkt …“. Auch Charlotte Charlaque und Toni Ebel flüchteten im Frühjahr 1934 ähnlich wie Richter in die Tschechoslowakei.

## Trivia
Im Spielfilm Der Einstein des Sex, einem Filmdrama von Rosa von Praunheim über Magnus Hirschfeld aus dem Jahr 1999, wird Dora Richter von Tima der Göttlichen gespielt.